# 克拉科維亞體育俱樂部
克拉科維亞足球俱樂部（波蘭語：KS Cracovia）是波蘭的足球俱樂部。克拉科維亞是波蘭歷史最長的足球俱樂部之一。主場位於克拉科夫。球隊的主要競爭對手是維斯瓦克拉科夫足球俱樂部。

## 外部連結
- Official website （页面存档备份，存于） （波兰語）
- Cracovia Unofficial website （页面存档备份，存于） （波兰語）
- WikiPasy - encyclopedia about KS Cracovia （波兰語）
- Cracovia unofficial website（页面存档备份，存于） （波兰語）